# Stahlhöfe
Stahlhöfe ist ein Gemeindeteil der Stadt Wassertrüdingen im Landkreis Ansbach (Mittelfranken, Bayern). Stahlhöfe liegt in der Gemarkung Reichenbach.

## Geographie
Der Weiler liegt am Käswiesengraben, einem linken Zufluss des Forstgrabens, der wiederum von rechts in die Wörnitz mündet. Der Ort ist unmittelbar von Acker- und Grünland mit vereinzeltem Baumbestand umgeben. 1,25 km westlich erhebt sich der Geißberg (500 m ü. NHN) im Waldgebiet Jägerschlag, 1 km östlich sich der Dürrenbuck (497 m ü. NHN) im Waldgebiet Dornstadt. Gemeindeverbindungsstraßen führen nach Reichenbach (0,7 km nordöstlich) und zur Kreisstraße AN 47 (0,6 km östlich).

## Geschichte
Die Fraisch über Stahlhöfe war strittig zwischen dem ansbachischen Oberamt Wassertrüdingen und dem oettingen-spielbergischen Oberamt Aufkirchen. Einen Gemeindeherrn hatte der Ort nicht. Gegen Ende des 18. Jahrhunderts gab es fünf Anwesen (2 Hofgüter, 1 halbes Hofgut, 2 Sölden), die allesamt das oettingen-spielbergische Verwalteramt Hirschbrunn als Grundherrn hatten.
Infolge des Gemeindeedikts wurde Stahlhöfe 1809 dem Steuerdistrikt und der Ruralgemeinde Fürnheim zugeordnet. 1818 erfolgte die Umgemeindung in die neu gebildete Ruralgemeinde Reichenbach. Im Zuge der Gebietsreform in Bayern wurden die Stahlhöfe am 1. Juli 1971 nach Wassertrüdingen eingemeindet.

### Einwohnerentwicklung
| Jahr      | 001818 | 001861 | 001871 | 001885 | 001900 | 001925 | 001950 | 001961 | 001970 | 001987 |
| Einwohner | 25     | 27     | 25     | 23     | 34     | 22     | 15     | 24     | 27     | 17     |
| Häuser    | 5      |        |        | 5      | 8      | 4      | 4      | 4      |        | 4      |
| Quelle    | [ 11 ] | [ 12 ] | [ 13 ] | [ 14 ] | [ 15 ] | [ 16 ] | [ 17 ] | [ 18 ] | [ 19 ] | [ 1 ]  |

## Religion
Der Ort ist seit der Reformation evangelisch-lutherisch geprägt und war ursprünglich nach St. Johannis (Aufkirchen) gepfarrt, seit Mitte des 20. Jahrhunderts ist die Pfarrei St. Nikolaus (Fürnheim) zuständig. Die Einwohner römisch-katholischer Konfession sind nach Mariä Himmelfahrt (Hirschbrunn) gepfarrt.